# Lunas Jaya
Lunas Jaya is een bestuurslaag in het regentschap Muara Enim van de provincie Zuid-Sumatra, Indonesië. Lunas Jaya telt 784 inwoners (volkstelling 2010).